# 리 톰프슨
리아 톰프슨(Lea Thompson, 영어 발음: /ˈliə/, 1961년 5월 31일 ~ )은 미국의 배우, 가수, 무용가, 텔레비전 감독, 텔레비전 제작자이다. 영화 《백 투 더 퓨처》 시리즈의 로레인 베인스 역으로 유명하다. 아메리칸 발레 시어터 무용수였으나 당시 예술 감독이었던 미하일 바리시니코프가 "(발레를 하기엔) 체격이 있고 유연성이 부족하다"고 평가하자 이 충고를 받아들여 21살 때 발레를 그만두고 연기자 생활을 시작하였다.

## 출연 작품

### 영화
- 뜨거운 가슴으로 내일을 (1983)
- 레드 던 (1984)
- 백 투 더 퓨처 (1985)
  - 백 투 더 퓨처 2 (1989)
  - 백 투 더 퓨처 3 (1990)
- 하워드 덕 (1986)
- 사랑시대 (1987)
- 개구쟁이 데니스 (1993)
- 비버리 힐빌리즈 (1993)
- 제이. 에드가 (2011)
- 디너 인 아메리카 (2020)

### 텔레비전
- 프렌즈 (1995)
- 로앤오더: 성범죄 전담반 (2004)
- 스위치드 앳 버스 (2011-17)
- 스타트렉: 피카드 (2022)
- 인빈시블 (2023) - 애니메이션